# Dicranopygium stenophyllum
Dicranopygium stenophyllum är en enhjärtbladig växtart som beskrevs av Gunnar Wilhelm Harling. Dicranopygium stenophyllum ingår i släktet Dicranopygium och familjen Cyclanthaceae.
Artens utbredningsområde är Ecuador. Inga underarter finns listade.